# روكفيل (كونيتيكت)
روكفيل (بالإنجليزية: Rockville, Connecticut)‏ هي إحدى المناطق التاريخية في الولايات المتحدة وأماكن مخصصة للتعداد تقع في الولايات المتحدة في كونيتيكت.

## معرض صور

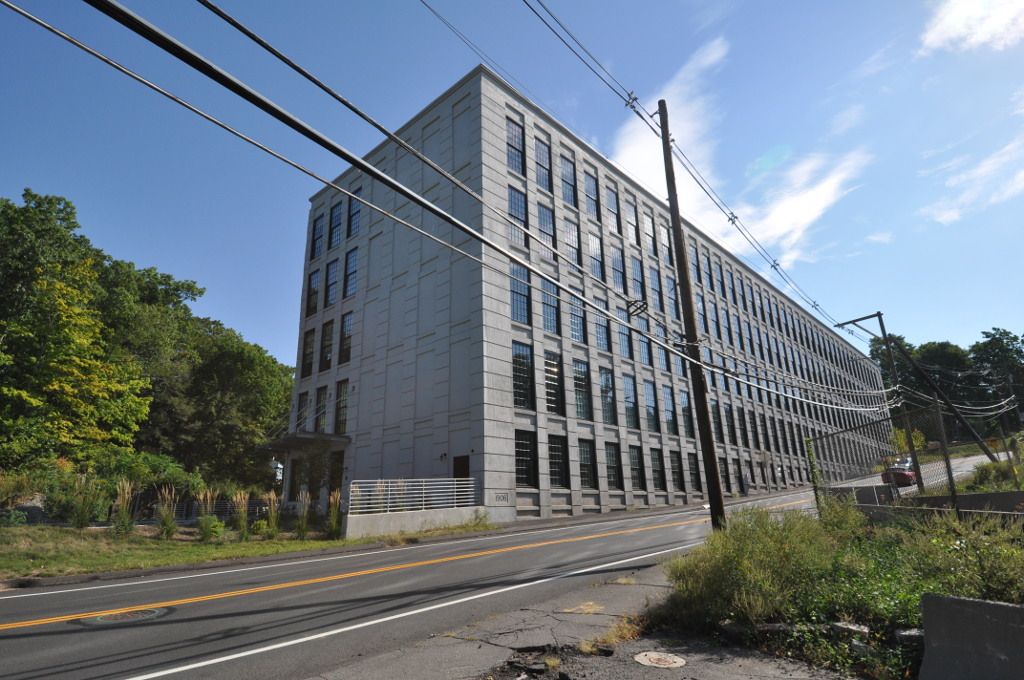
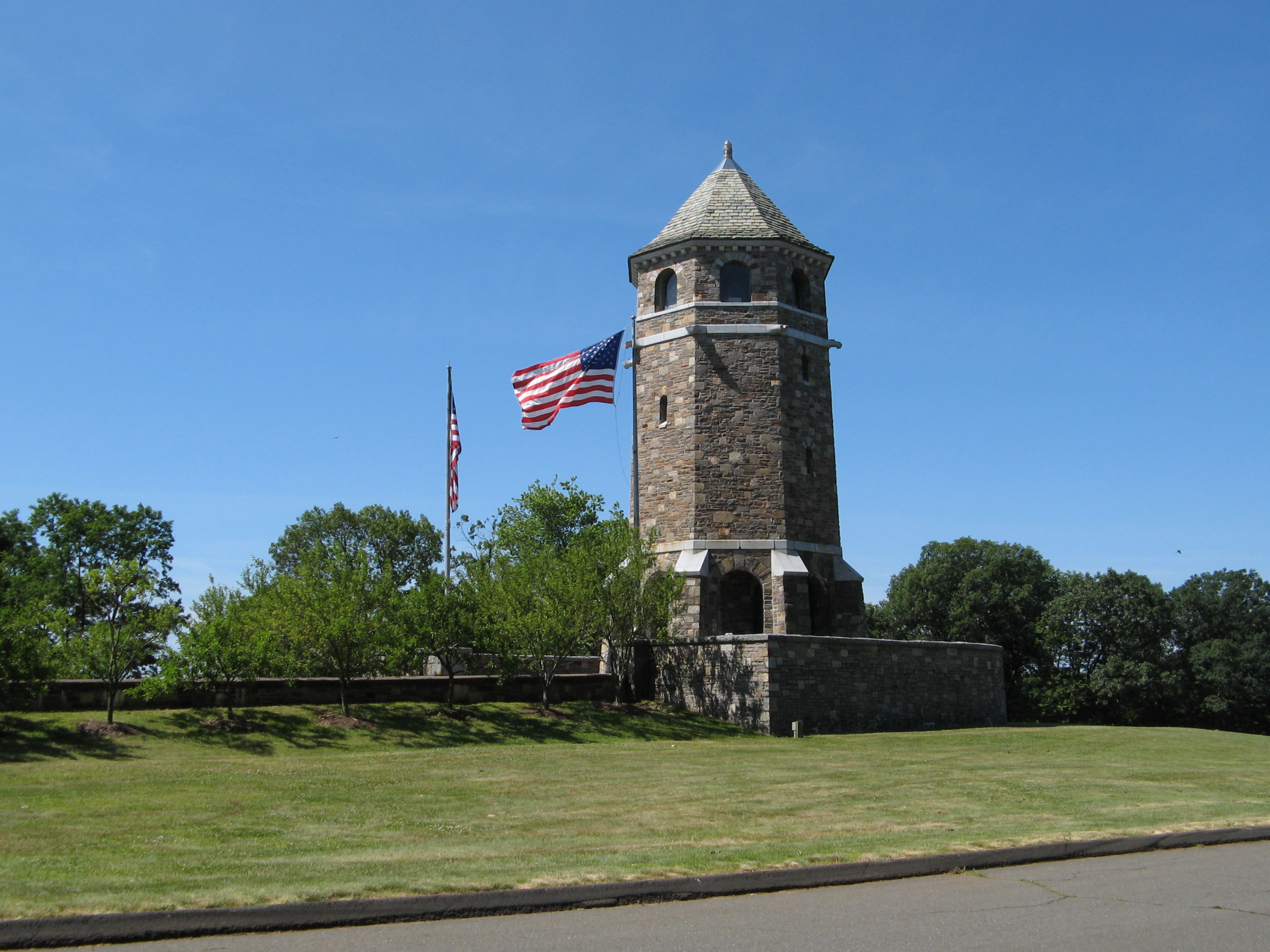
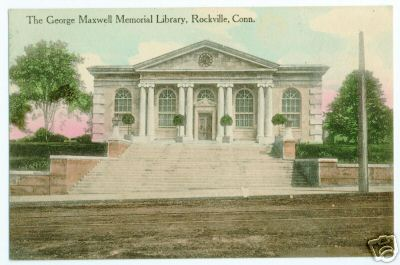
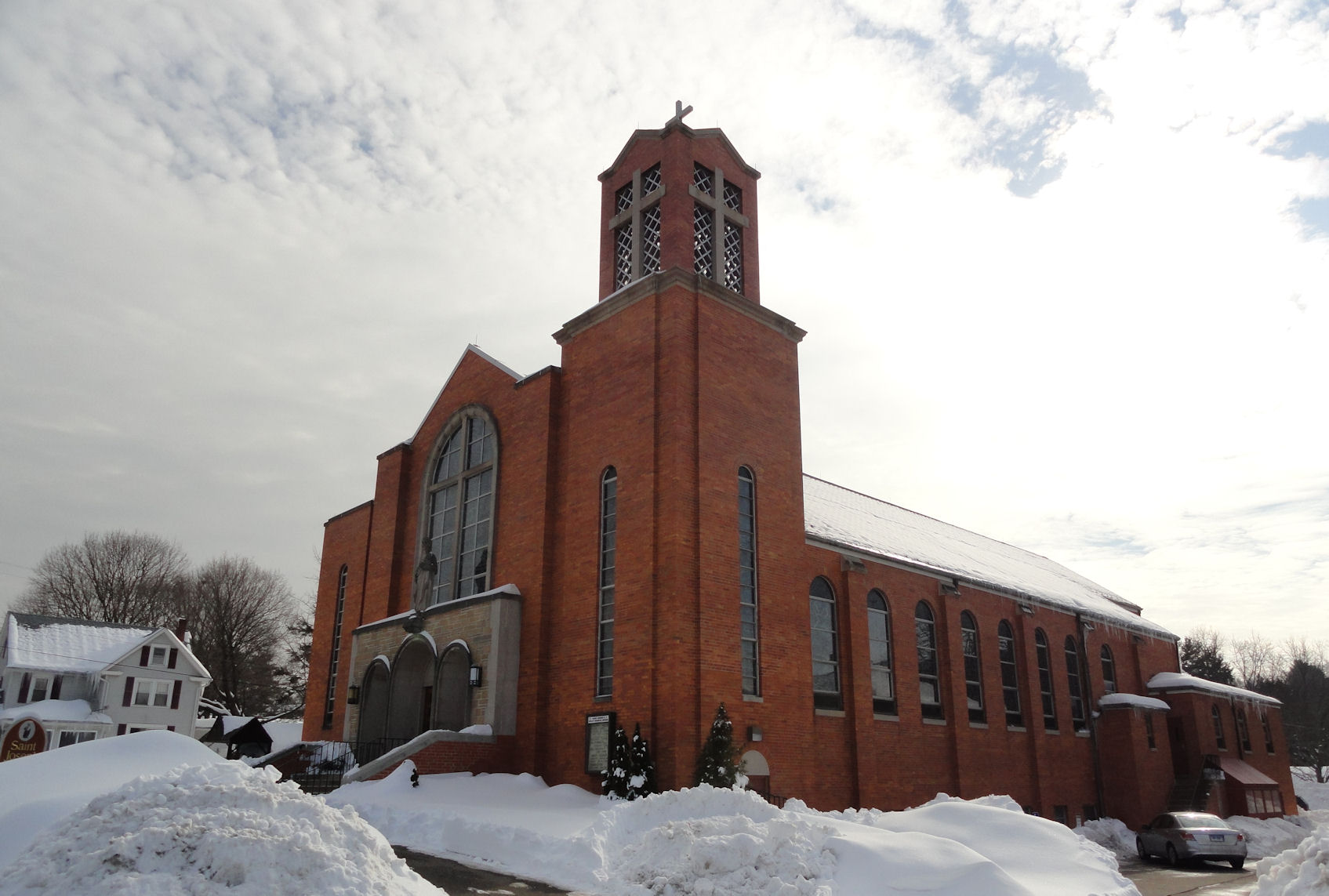
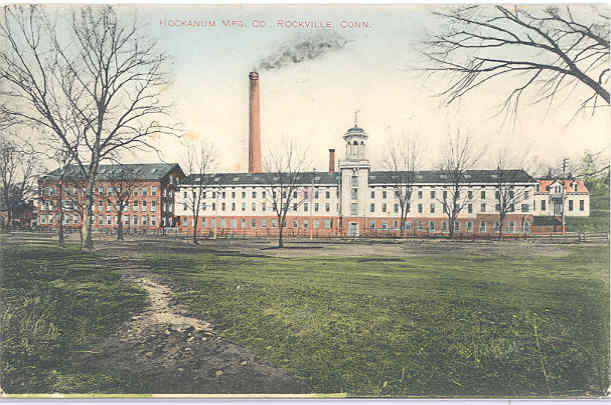
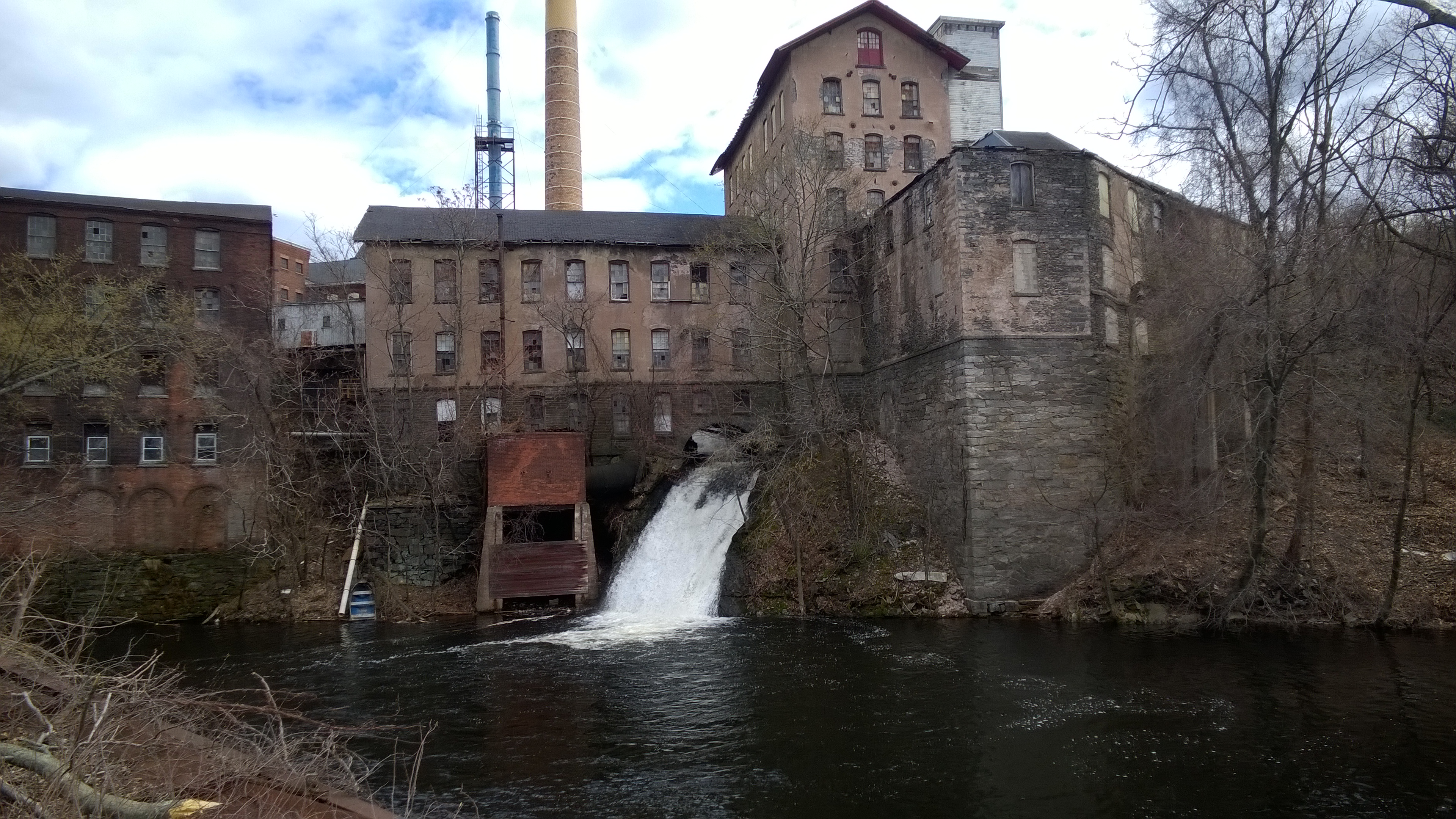

## أعلام
- كينيث نورث
- ستيفن فاريل
- بوب بيز
- هال ك. دوسن